# Улица Василия Доманицкого (станция скоростного трамвая)
«Улица Василия Доманицкого» (до 2022 года— «Улица Генерала Потапова») — станция Правобережной линии Киевского скоростного трамвая, расположенная между станциями «Гната Юры» и «Бульвар Николая Руденко». Открытая в 1977 году, как остановка в начале нескоростной части. Названа по одноименной улице. За станцией начинается нескоростная часть маршрута № 1 в Михайловскую Борщаговку. Открыта после реконструкции, как станция 20 апреля 2018 года.
Станция имеет две береговые платформы, навесы над ними, а также турникеты. Переход через пути и улицу наземный. Вестибюль отсутствует.

## История
Закрыта на реконструкцию в начале октября 2016 года. Введение в эксплуатацию станции сначала планировалось в конце декабря 2017 года, но затем было перенесено на весну 2018 года. 20 апреля 2018 года станция скоростных трамваев открыта после реконструкции на ней останавливаются трамваи маршрутов № 1 и № 2.
8 декабря 2022 года Киевский городской совет переименовал улицу Генерала Потапова в честь Василия Доманицкого — украинского литературоведа, писателя, историка, фольклориста, публициста, общественно-политического деятеля, в результате чего станция, которая называется в честь улицы, также получила новое название.